# فن الحب
اللص الرومانسي (بالتركية: Romantik Hırsız)‏ أو فن الحب حسب ترجمة نتفليكس العربية، هو فيلم تركي رومانسي صدر عام 2024، من إخراج رجائي كاراغوز وكتابة بلين كارامهمت أوغلو. الفيلم من بطولة بيركان سوكولو، إسراء بيلغيتش، وفرات تانيش. تم عرضه على نتفليكس في 14 مارس 2024.

## القصة
تدور قصة الفيلم حول "ألين"، وهي عميلة في الإنتربول متخصصة في جرائم الفن. تكتشف ألين أن اللص الغامض الذي تلاحقه منذ فترة طويلة هو حبيبها السابق "غوني". تجد نفسها أمام تحدٍ صعب؛ حيث تحاول الإمساك به، لكنها أيضاً تواجه مشاعر مختلطة تجاهه. تضع ألين خطة معقدة للإيقاع به تجمع بين الماضي والحاضر، مما يؤدي إلى تداخل حياتهما الشخصية والعملية بشكل كبير، ويجعلها في صراع بين واجبها كمحققة ومشاعرها تجاهه.

## الممثلون
- بيركان سوكولو في دور غوني
- إسراء بيلغيتش في دور ألين
- فرات تانش في دور فيصل
- أوشان جاكير في دور أوزان
- عثمان ألكاش: لم يتم توضيح دوره بالتفصيل، لكنه يظهر كشخصية ذات دور مؤثر في تطور الأحداث.
- نيل كيسر في دور فيرا
- هاكان أوماك في دور عمر

## وصلات خارجية
- فن الحب على موقع IMDb (الإنجليزية)
- فن الحب على موقع روتن توميتوز (الإنجليزية)
- فن الحب على موقع نتفليكس (الإنجليزية)
- فن الحب على موقع قاعدة بيانات الفيلم (الإنجليزية)
- فن الحب على موقع ليتربوكسد (الإنجليزية)